# 1875 en rugby à XV
Cette page présente les faits marquants de l'année 1875 en rugby à XV : les principaux évènements liés au rugby à XV ainsi que les naissances et décès de grandes personnalités de ce sport.

## Événements

### Février
- 15 février : l'Irlande débute sur le plan international en rencontrant l'Angleterre à Londres. Les irlandais sont défaits 7-0[1].

### Mars
- 8 mars : l'Écosse et l'Angleterre font un match nul zéro partout à Édimbourg.

De nouvelles règles du rugby sont publiées en mars 1875 : Laws of the Rugby Football Union.

### Novembre
Une nouvelle mouture des règles est publiée en novembre : Laws of Football as played at Rugby School.

### Décembre
- 13 décembre : le second match entre l'Irlande et l'Angleterre joué au Rathmines à Dublin tourne une nouvelle fois en faveur des Anglais qui l'emportent par 4 à 0[2].

## Naissances
- 6 mars : Louis Dedet, joueur de rugby français. († 25 juillet 1960).